# Ulrike Sonntag
Ulrike Sonntag (* 1959 in Esslingen am Neckar)  ist eine deutsche Opern-, Lied- und Konzertsängerin (Sopran) und Professorin für Gesang an der Staatlichen Hochschule für Musik und Darstellende Kunst in Stuttgart.

## Leben
Nach dem Abitur am Georgii-Gymnasium in Esslingen am Neckar studierte Ulrike Sonntag zunächst Schulmusik und Germanistik in Stuttgart, anschließend Gesang in Cluj/Rumänien und an der Hochschule der Künste Berlin bei Irmgard Hartmann-Dressler (1924–2013). Sie belegte Meisterkurse bei Dietrich Fischer-Dieskau, Aribert Reimann und Elisabeth Schwarzkopf. 1983 gewann Ulrike Sonntag den 1. Preis beim Mozartfest-Wettbewerb in Würzburg und zwei Jahre später beim Deutschen Musikwettbewerb in Bonn. Als Opernsängerin debütierte sie bereits während ihres Studiums 1983 an der Hamburgischen Staatsoper als Oriane in Amadis von Johann Christian Bach. Feste Opernengagements in Heidelberg und Mannheim folgten.
1988 ging die Sopranistin an das Staatstheater Stuttgart. Von 1991 bis 1994 war sie Ensemblemitglied der Wiener Staatsoper, wo sie als Susanna, Sophie, Zdenka, Marzelline, Musetta, Micaela, Pamina und Donna Elvira zu hören und zu sehen war. Gastverträge führten Ulrike Sonntag an die Opernhäuser von Berlin (u. a. Frau Fluth an der Deutschen Oper), Hamburg (Marzelline, Wildschütz-Baronin), Köln (Wildschütz), Frankfurt/Main (Musetta, Marzelline, Belinda), Karlsruhe (Marzelline), Monte Carlo (Ännchen), Kairo (Rosina in La vera costanza), Triest (Ännchen, Euridice), Cagliari und Tel Aviv (Ännchen).
Die Künstlerin war Gast bei vielen Festspielen und Festivals der klassischen Musik. Bei den Ludwigsburger Festspielen sang sie 1988 das Ännchen in Der Freischütz (Inszenierung Loriot) und 1992 die Pamina in der Zauberflöte (Inszenierung Axel Manthey), bei den Open Air Festspielen in St. Margarethen (Österreich) die Micaela in Carmen. Ferner sang sie u. a. in Salzburg, Wien, Berlin, Montreux, Schwetzingen und trat mit Orchestern und Dirigenten in ganz Europa, USA, China, Russland, Südamerika und Japan auf.
Die Donna Elvira in Mozarts Don Giovanni sang sie im E-Werk Berlin in einer Inszenierung von Katharina Thalbach.
Auch der Liedgesang spielt eine wichtige Rolle. Ulrike Sonntag gab Liederabende u. a. in der Alten Oper Frankfurt, beim NDR Hannover, in der Philharmonie Köln, bei den Ludwigsburger Festspielen, beim Rheingau Musik Festival, mit Hermann Prey in Bad Urach, bei den Heidelberger Schlosskonzerten, den Weilburger Schlosskonzerten, bei den Bodensee-Festspielen auf Schloss Achberg, bei den Traunsteiner Musiktagen, auf Schloss Babenhausen, bei der Schubertiade im Schloss Ettlingen, bei der Sommerlichen Ulmer Musiktagen, bei der Münchener Biennale, in Lyon, Lausanne, Lissabon, Paris, Barcelona, Moskau, St. Petersburg, Montevideo, Asuncion, Cordoba, Wladiwostok, Chabarowsk. Das Marienleben von Paul Hindemith sang die Sopranistin bei den Hindemith-Tagen in Berlin, Frankfurt, Salzburg, Bern, Mannheim, Mailand, beim Bodenseefestival sowie in Madrid. Ihr Repertoire umfasst Werke des Barocks bis hin zur zeitgenössischen Musik.
Ulrike Sonntag ist eine gefragte Gesangspädagogin. Sie leitete Meisterklassen in Israel, Südamerika, in der Schweiz, beim Oberstdorfer Musiksommers, in Paris, Riga, Bukarest, Budapest, Porto, an der Europäischen Akademie für Musik und Darstellende Kunst Palazzo Ricci, Conservatorium Sydney, Akademie Montepulciano, Bachakademie Stuttgart, Conservatorium Sydney, Akademie Yerevan, Delhi, Pune und bei der Margreet Honig Summer Academy auf Schloss Weinberg. Seit dem Sommersemester 2005 ist sie Professorin für Gesang an der Staatlichen Hochschule für Musik und Darstellende Kunst Stuttgart.
Zahlreiche Rundfunk-, Fernseh-, Platten- bzw. CD-Aufnahmen runden Ulrike Sonntags künstlerische Tätigkeit ab. Aufnahmen mit Helmuth Rilling (Bach: h-Moll-Messe, Amadis, Kantaten 9 und 29), Hindemith: Das Unaufhörliche unter Lothar Zagrosek, Mignon-Vertonungen von Schubert, Schumann und Wolf bei tacet, Lieder und Kammermusik von Darius Milhaud bei troubadisc, Das klagende Lied von Mahler unter Wolfgang Gönnenwein und Herbsttag erschienen bei POEMA. DVDs sind veröffentlicht von Der Freischütz (Gönnenwein/Loriot), Die Zauberflöte (Gönnenwein, Manthey) und Carmen (St. Margarethen).

## Diskografie (Auswahl)
- Johann Sebastian Bach: Kantate Herz und Mund und Tat und Leben, BWV 147; Joseph Haydn: Missa in d-Moll in angustiis Hob. XXII:11 (Messe in der Bedrängnis, auch: Nelson-Messe). Ausführende: Ulrike Sonntag (Sopran), Alison Browner (Alt), Adalbert Kraus (Tenor), Ernst Gerold Schramm (Bass), Collegium Instrumentale Alois Kottmann, Figuralchor des Hessischen Rundfunks, Alois Ickstadt (Dirigent). Melisma 726, Oestrich-Winkel.
- Johann Sebastian Bach: Johannes-Passion BWV 245. Ausführende: Ulrike Sonntag (Sopran), Alison Browner (Alt), Adalbert Kraus (Tenor), Ernst Gerold Schramm (Bass), Collegium Instrumentale Alois Kottmann, Alois Kottmann (vl), Figuralchor des Hessischen Rundfunks, Alois Ickstadt (Dirigent). Melisma 7058, Oestrich-Winkel.
- Johann Sebastian Bach: h-Moll-Messe BWV 232. Ausführende: Ulrike Sonntag (Sopran), Alison Browner (Alt), Adalbert Kraus (Tenor), Ernst Gerold Schramm (Bass), Collegium Instrumentale Alois Kottmann, Figuralchor des Hessischen Rundfunks, Dirigent: Alois Ickstadt. Melisma 7023-2, Oestrich-Winkel.
- Paul Hindemith (Oratorium): Das Unaufhörliche, Label Wergo 1996